# Hans Römer (Politiker)
Hans Römer (* 26. Dezember 1893 in Legau; † 24. September 1950 in Berganger) war ein deutscher Politiker.
Römer war als Landwirt und Molkereimeister tätig; er besaß eine Molkerei in Berganger. 1946 wurde er im Wahlkreis Oberbayern für die WAV in die Verfassunggebende Landesversammlung gewählt. Noch während seiner Mandatszeit trat er aus der Partei aus und wurde fraktionsloser Abgeordneter. Später trat er in die FDP ein.